# Nobuhiro Watsuki
Nobuhiro Watsuki (和月 伸宏 Watsuki Nobuhiro?,  Niigata, Japón; 26 de mayo de 1970) es un mangaka japonés, reconocido por crear la serie de temática samurái Rurouni Kenshin.

## Biografía
Watsuki desde pequeño tuvo una afición por las artes marciales, el Kendō, en el que influyó posteriormente en sus obras. Aunque su afición era grande, fue practicante un abnegado pero pronto se dio cuenta de que no estaba hecho para el kendo, al no conseguir ni una victoria en los campeonatos en los que participó y terminó por abandonarlo, pero siguió en el mundo del manga. Después, se graduó en la Escuela Superior de Nagaoka.
Se influenció en el manga por su hermano mayor, principalmente por las obras como Black Jack de Osamu Tezuka y Neon Genesis Evangelion. Durante su adolescencia se convirtió en un gran dibujante a pesar de que su hermano abandonó el interés.
Su carrera como mangaka se inició cuando a los 16 años ganó el concurso de premio tezuka de Shueisha (editorial de la famosa revista Shūkan Shōnen Jump) por su pequeña obra Teacher Pon la cual fue posteriormente publicada. Después gana el 33° premio tezuka permitiéndose de esta manera entrar al mundo editorial, como asistente de Takeshi Obata, al cual admiraba y ayudaba a producir las obras Arabian Lamp-Lamp y Chikara Mito Densetsu.
Watsuki publica su primera obra profesional de manera independiente titulada Sengoku No Mikazuki ("Luna creciente en época de guerra").
En 1993 fue publicada la historia conocida como Meiji Kenkaku Romantan ("Crónica de un experto espadachín de la era Meiji") basada en un vagabundo llamado Kenshin Himura, un personaje que al principio era un asesino del ishin shishi durante el bakumatsu que desapareció al final de la guerra para luego aparecer en la era Meiji. Esta obra de 23 páginas representó el episodio piloto del manga Rurouni Kenshin que al siguiente año, 1994. Sería su lanzamiento y obtiene el éxito inmediato de la serie, lo cual hizo al autor muy célebre al publicar el primer tankōbon de Rurouni Kenshin.
En 2002 realizó su segunda obra, Busō Renkin (Armas Alquimia) la cual trata de un chico que sueña que lo mataron pero que en realidad si murió y fue revivido mediante un artefacto de la alquimia llamado Kakugane, a partir de allí el decide usar el poder que este le otorga para proteger a su ciudad de los homunculos, el Manga no fue muy popular a pesar de que llegó a tener una adaptación al Anime y un videojuego en formato PlayStation 2, fue cancelado debido a que el editor no estaba de acuerdo con un personaje.
Desde 2007 hasta 2015 publicó un manga llamado Embalming:The Another Tale of Frankestein la cual está basada en las criaturas llamadas Frankestein que se crean a partir de cuerpos muertos y a las cuales se les dé vida a través de electrones; este manga consiste de 10 volúmenes, de los cuales los primeros ocho ya están editados en formato tankoubon. Este manga tuvo buen recibimiento del público, y el primer tomo alcanzó el puesto número 11 del ranking de ventas de la editorial Shueisha en la semana de su lanzamiento.[cita requerida]

## Vida personal
Watsuki está casado con la autora Kaoru Kurosaki. Ha asistido a su esposo como escritora de varios mangas incluyendo Buso Renkin, de las que luego escribiría dos novelizaciones. Watsuki se ha descrito como "pro-doujinshi" y le pide a sus seguidores que les envíen fan comics.
En noviembre de 2017, la policía anunció el decomiso de DVD con videos de niñas desnudas en la oficina de Watsuki en Tokio. Luego, la policía de Tokio revisó la casa de Watsuki como parte de la investigación, en búsqueda de pornografía infantil. La búsqueda terminó en el hallazgo de DVD con videos de niñas menores de edad desnudas. La fiscalía le imputó cargos de posesión de pornografía infantil el 21 de noviembre.

## Obras
- Rurouni Kenshin (1994)
- Rurouni Kenshin Hokkaido (2018- actualidad)
- Gun Blaze West (2000)
- Busō Renkin (2003)
- Embalming 2 (2006)
- Embalming -The Another Tale of Frankestein- (2008)
- Yamato Takeru (2010)
- Rurouni Kenshin Tokuhitsuban (2012) - Reinicio de Rurouni Kenshin.

### One shots
- Teacher Pon (1987)
- Hokuriku Yuurei Kobanashi (1991)
- Sengoku No Mikazuki ("Luna creciente en época de guerra")
- Meteor Strike